# غنام الديكان
غنام الديكان ملحن كويتي ولد سنة 1943 تعاون مع شادي الخليج ومصطفى أحمد وعبد الكريم عبد القادر ورباب ونوال الكويتية وعبد الله الرويشد ونبيل شعيل و عبد الله بالخير.

## السيرة
غنام سليمان الديكان من مواليد الكويت 1943 في منطقة المرقاب الجزء الشمالي، شارع الشهداء حالياً قرب مسجد الحمود. التحق بمدرسة ملا مرشد وتعلم قراءة القرآن الكريم. وعندما افتتحت مدرسة المرقاب انتقل إليها،
أحب الديكان في تلك الفترة فن السامري ورغب في تعلم العزف على آلة العود، وقد حفّزه على ذلك رؤية ابن عمه يصلح آلة العود في البيت، فكان يدندن على هذه الآلة الجميلة برفقة شقيقيه إبراهيم ومحمد.
وفي عام 1956 انتقلت أسرته إلى منطقة السالمية فدخل المدرسة فيها، لكنه لم يستمر طويلاً وترك الدراسة واتجه إلى العمل. حاول الالتحاق بالدراسة مجدداً لكنه لم يفلح لأن فكره مشغول بالوظيفة، إلا أنه لم ينقطع عن القراءة والمطالعة واتجه إلى قراءة الكتب الأدبية والقصص.

## ألحانه
| م  | الأغنية                  | كلمات               | غناء                                  | ملاحظات                                                                          |
| -- | ------------------------ | ------------------- | ------------------------------------- | -------------------------------------------------------------------------------- |
| 1  | مفتون                    | منصور الخرقاوي      | فرقة التلفزيون الكويتي للفنون الشعبية | [ 2 ]                                                                            |
| 2  | عادت عليكم يا هلا        | بدر بورسلي          | مجموعة كورال تلفزيون الكويت           | سجّلت الأغنية عام 1964م، وتعد أيقونة شهر رمضان بعرضها سنوياً في التلفزيون الكويتي. |
| 3  | يا نجمة الساري           | د. عبد الله العتيبي | فرقة التلفزيون الكويتي للفنون الشعبية |                                                                                  |
| 4  | أوبريت (حديث السور)      | د. عبد الله العتيبي | شادي الخليج وفرقة التلفزيون.          | 1988م.                                                                           |
| 5  | أوبريت (مذكرات بحار)     | محمد الفايز         | شادي الخليج وسناء الخراز              | أوبريت بمناسبة العيد الوطني الكويتي عام 1979م.                                   |
| 6  | أوبريت (في وجه الطوفان)  | د. عبد الله العتيبي | شادي الخليج                           | أثناء الغزو العراقي للكويت.                                                      |
| 7  | يا سدرة العشاق           | مبارك الحديبي       | شادي الخليج                           |                                                                                  |
| 8  | أوبريت (أنا الآتي)       | د. عبد الله العتيبي | شادي الخليج                           |                                                                                  |
| 9  | حالي حال                 | د. عبد الله العتيبي | شادي الخليج                           |                                                                                  |
| 10 | أوبريت (صدى التاريخ)     | د. عبد الله العتيبي | شادي الخليج                           |                                                                                  |
| 11 | أوبريت (مواكب الوفاء)    | د. عبد الله العتيبي | شادي الخليج                           | 1989م.                                                                           |
| 12 | أوبريت (الخطوة المباركة) | د. عبد الله العتيبي | شادي الخليج                           |                                                                                  |
| 13 | أوبريت (أنا الكويت)      | د. عبد الله العتيبي | شادي الخليج                           |                                                                                  |
| 14 | أوبريت (قوافل الأيام)    | د. عبد الله العتيبي | شادي الخليج                           |                                                                                  |
| 15 | أوبريت (عاشق الدار)      | د. عبد الله العتيبي | شادي الخليج                           | 1995م.                                                                           |